# فرودگاه ۷۷
فرودگاه ۷۷ (انگلیسی: Airport '77) فیلمی در ژانر اکشن و درام به کارگردانی جری جیمسون است که در سال ۱۹۷۷ منتشر شد.

## بازیگران
- جک لمون
- لی گرانت
- جیمز استوارت
- اولیویا دی هاویلند
- جوزف کاتن
- برندا واکارو
- جرج کندی
- کریستوفر لی
- مونته مارکام
- کاتلین کویینلان
- ام امت والش
- پاملا بلوود
- درن مک‌گون
- رابرت فاکسوورث
- رابرت هوکس
- گیل جرارد
- میدی نورمن
- جیمز بوت
- آرلین گالانکا
- تام روسکوئی